# Groupe J des éliminatoires de la Coupe d'Afrique des nations de football 2023
Navigation
Groupe I Groupe K
Le groupe J des éliminatoires de la Coupe d'Afrique des nations de football 2023 est une compétition qualificative pour la phase finale de la Coupe d'Afrique des nations de football 2023, qui se déroule en juin et juillet 2023 en Côte d'Ivoire.

## Tirage au sort
Le tirage au sort a eu lieu le 19 avril 2022 au Caire. Les têtes de série sont désignées via un classement CAF (construit d'après les résultats lors des dernières CAN).
Le tirage au sort désigne les équipes suivantes dans le groupe J. Les quarante-huit équipes sont réparties en douze dans quatre chapeaux :
- Chapeau 1 :  Tunisie (5e du classement CAF)
- Chapeau 2 :  Guinée équatoriale (21e du classement CAF)
- Chapeau 3 :  Libye (29e du classement CAF)
- Chapeau 4 :  Botswana (45e du classement CAF)

## Classement
- Sélection qualifiée pour la CAN 2023

| Rang | Équipe             | Pts | J | G | N | P | Bp | Bc | Diff |  | Résultats (▼ dom., ► ext.) |     |     |     |     |
| ---- | ------------------ | --- | - | - | - | - | -- | -- | ---- |  | -------------------------- | --- | --- | --- | --- |
| 1    | Tunisie            | 13  | 6 | 4 | 1 | 1 | 11 | 1  | +10  |  | Tunisie                    |     | 4-0 | 3-0 | 3-0 |
| 2    | Guinée équatoriale | 13  | 6 | 4 | 1 | 1 | 9  | 7  | +2   |  | Guinée équatoriale         | 1-0 |     | 2-0 | 2-0 |
| 3    | Botswana           | 4   | 6 | 1 | 1 | 4 | 3  | 9  | -6   |  | Botswana                   | 0-0 | 2-3 |     | 1-0 |
| 4    | Libye              | 4   | 6 | 1 | 1 | 4 | 2  | 8  | -6   |  | Libye                      | 0-1 | 1-1 | 1-0 |     |

## Résultats
| 1re journée               | Libye        | 1 - 0   | Botswana                                                                                    | Benina Martyrs Stadium, Benghazi |                               |
| 1er juin 2022 18:00 UTC+2 | Al Taher 54e | (0 - 0) |                                                                                             | Arbitrage : Sekou Ahmed Toure    | Arbitrage : Sekou Ahmed Toure |
| 1er juin 2022 18:00 UTC+2 |              | Rapport | 28e Ditsele (en) · 39e Goitseone (en) · 53e Gaolaolwe (en) · 61e Kebue · 84e Ditlhokwe (en) | Arbitrage : Sekou Ahmed Toure    | Arbitrage : Sekou Ahmed Toure |

| 2 juin 2022 | Tunisie                                 | 4 - 0   | Guinée équatoriale               | Stade olympique de Radès, Tunis       |                                       |
| 18:00 UTC+2 | Sliti 56e · Jaziri 77e · Msakni 80e 85e | (0 - 0) |                                  | Arbitrage : Pacifique Ndabihawenimana | Arbitrage : Pacifique Ndabihawenimana |
| 18:00 UTC+2 | Mejbri 32e · Khenissi 73e · Sassi 75e   | Rapport | 45e Owono · 58e, 71e Joanet (en) | Arbitrage : Pacifique Ndabihawenimana | Arbitrage : Pacifique Ndabihawenimana |

| 2e journée              | Botswana    | 0 - 0   | Tunisie   | Obed Itani Chilume Stadium, Francistown |                               |
| 5 juin 2023 15:00 UTC+2 |             | (0 - 0) |           | Arbitrage : Mohamed Athoumani           | Arbitrage : Mohamed Athoumani |
| 5 juin 2023 15:00 UTC+2 | Velaphi 18e | Rapport | 51e Sassi | Arbitrage : Mohamed Athoumani           | Arbitrage : Mohamed Athoumani |

| 6 juin 2023 | Guinée équatoriale                      | 2 - 0   | Libye                          | Nuevo Estadio de Malabo, Malabo |                               |
| 20:00 UTC+1 | Al Tuhami 51e (csc) · Bikoro 84e (pen.) | (0 - 0) |                                | Arbitrage : Blaise Yuven Ngwa   | Arbitrage : Blaise Yuven Ngwa |
| 20:00 UTC+1 | Anieboh (en) 25e · Miranda 90+3e        | Rapport | 82e El Ouarfali · 82e El Monir | Arbitrage : Blaise Yuven Ngwa   | Arbitrage : Blaise Yuven Ngwa |

| 3e journée               | Guinée équatoriale    | 2 - 0   | Botswana                                        | Nuevo Estadio de Malabo, Malabo |                            |
| 24 mars 2023 21:00 UTC+1 | Coco 20e · Bikoro 66e | (1 - 0) |                                                 | Arbitrage : Adalbert Diouf      | Arbitrage : Adalbert Diouf |
| 24 mars 2023 21:00 UTC+1 | Obono 78e             | Rapport | 19e, 53e Kebue · 75eJohnson (en) · 88e Orebonye | Arbitrage : Adalbert Diouf      | Arbitrage : Adalbert Diouf |

| 24 mars 2023 | Tunisie                                      | 3 - 0   | Libye        | Stade olympique de Radès, Tunis |                              |
| 21:30 UTC+1  | Msakni 12e · Maaloul 21e (pen.) · Jouini 86e | (2 - 0) |              | Arbitrage : Mustapha Ghorbal    | Arbitrage : Mustapha Ghorbal |
| 21:30 UTC+1  | Jaziri 63e                                   | Rapport | 85e Shafshuf | Arbitrage : Mustapha Ghorbal    | Arbitrage : Mustapha Ghorbal |

| 4e journée               | Botswana                                               | 2 - 3   | Guinée équatoriale                          | Obed Itani Chilume Stadium, Francistown |                                   |
| 28 mars 2023 15:00 UTC+2 | Elias 28e · Seakanyeng 66e (pen.)                      | (1 - 2) | 13e Nsue · 40e (csc) Ditsele · 51e Salvador | Arbitrage : Mohamed Diraneh Guedi       | Arbitrage : Mohamed Diraneh Guedi |
| 28 mars 2023 15:00 UTC+2 | Seakanyeng (en) 7e · Gaolaolwe (en) 61e · Orebonye 86e | Rapport | 57e Balboa                                  | Arbitrage : Mohamed Diraneh Guedi       | Arbitrage : Mohamed Diraneh Guedi |

| 28 mars 2023 | Libye | 0 - 1   | Tunisie      | Benina Martyrs Stadium, Benghazi |                       |
| 22:00 UTC+2  |       | (0 - 1) | 16e Jouini   | Arbitrage : Amin Omar            | Arbitrage : Amin Omar |
| 22:00 UTC+2  |       | Rapport | 90+4e Dahmen | Arbitrage : Amin Omar            | Arbitrage : Amin Omar |

| 5e journée               | Guinée équatoriale    | 1 - 0   | Tunisie       | Nuevo Estadio de Malabo, Malabo    |                                    |
| 17 juin 2023 16:00 UTC+1 | Nsue 85e (pen.)       | (0 - 0) |               | Arbitrage : Ibrahim Kalilou Traore | Arbitrage : Ibrahim Kalilou Traore |
| 17 juin 2023 16:00 UTC+1 | Akapo 48e · Ganet 88e | Rapport | 40e Chikhaoui | Arbitrage : Ibrahim Kalilou Traore | Arbitrage : Ibrahim Kalilou Traore |

| 17 juin 2023 | Botswana      | 1 - 0   | Libye                                    | Obed Itani Chilume Stadium, Francistown |                             |
| 18:00 UTC+2  | Mohutsiwa 45e | (1 - 0) |                                          | Arbitrage : Samuel Uwikunda             | Arbitrage : Samuel Uwikunda |
| 18:00 UTC+2  |               | Rapport | 23e Bin Amir · 81e Taktak · 90+5e Ellafi | Arbitrage : Samuel Uwikunda             | Arbitrage : Samuel Uwikunda |

| 6e journée                   | Libye      | 1 - 1   | Guinée équatoriale | Martyrs of February Stadium? Benghazi |                                   |
| 6 septembre 2023 21:00 UTC+2 | Taqtaq 80e | (0 - 0) | 62e Elo            | Arbitrage : Alhadi Allaou Mahamat     | Arbitrage : Alhadi Allaou Mahamat |
| 6 septembre 2023 21:00 UTC+2 | Rapport    |         |                    | Arbitrage : Alhadi Allaou Mahamat     | Arbitrage : Alhadi Allaou Mahamat |

| 7 septembre 2023 | Tunisie                              | 3 - 0   | Botswana | Stade olympique de Radès, Tunis |                     |
| 20:00 UTC+1      | Velaphi 60e (csc) · Msakni 82e 90+3e | (0 - 0) |          | Arbitrage : Issa Sy             | Arbitrage : Issa Sy |
| 20:00 UTC+1      | Rapport                              |         |          | Arbitrage : Issa Sy             | Arbitrage : Issa Sy |

## Statistiques

### Meilleurs buteurs
5 buts      
- Youssef Msakni

2 buts   
- Federico Bikoro
- Emilio Nsue
- Haythem Jouini

1 but  
| - Mbatshi Elias - Kabelo Seakanyeng - Saúl Coco - Ibán Salvador - José Elo - Saleh Al Taher | - Husain Taqtaq - Seifeddine Jaziri - Ali Maaloul - Naïm Sliti - Gape Mohutsiwa |

contre son camp  (csc)
- Lebogang Ditsele (pour la Guinée équatoriale)
- Alford Velaphi (pour la Tunisie)
- Mohammed Al Tuhami (pour la Guinée équatoriale)